# Rascló àpter
El rascló àpter (Megacrex inepta) és una espècie d'ocell de la família dels ràl·lids (Rallidae) i única espècie del gènere Megacrex. Habita manglars i espesures de bambú del sud de Nova Guinea.